# Lidija Horvat
 Ovo je glavno značenje pojma Lidija Horvat. Za druga značenja pogledajte Lidija Horvat (razdvojba).
Lidija Horvat (Zagreb, 5. svibnja 1982.), hrvatska rukometašica, članica ŽRK Lokomotiva Zagreb. Bila je i članica kluba Rulmentul Braşov i crnogorskog kluba Buducnost T-Mobile. Karijeru je započela u zagrebačkom Krašu. Članica je i Hrvatske rukometne reprezentacije.